# جبل متين

يقع جبل متين  في محافظة دهوك على بعد ثلاثة كيلومترات إلى الشمال الغربي من بلدة العمادية. وتبعد العمادية (90) كم عن مركز المحافظة.

## الأرتفاع
1900 متر